# Martine Bailly
Martine Bailly (née en 1946) est une violoncelliste française qui a occupé le poste de supersoliste, premier violoncelle solo de l'Orchestre de l'Opéra national de Paris pendant 26 ans.

## Biographie
Martine Bailly se forme auprès de Paul Tortelier au Conservatoire national supérieur de musique de Paris et obtient un premier prix de violoncelle à l'unanimité du jury et un premier prix de musique de chambre  en 1967. Elle se perfectionne  en quatuor. Elle se produit au sein de plusieurs formations de chambre ou en soliste dans de nombreux pays d'Europe, d'Amérique, au Japon, au Mexique et en Russie. Elle passe ensuite deux années aux États-Unis à l'Université Yale où elle se perfectionne auprès d'Aldo Parisot, de Janos Starker et de Pierre Fournier. À son retour en France, elle développe une activité de musique contemporaine, notamment avec l'Ensemble intercontemporain et l'Ensemble 2E2M.
Puis elle intègre l'Orchestre de l'Opéra national de Paris comme supersoliste, premier violoncelle solo. Elle a ainsi joué sous la direction de Seiji Ozawa, Georges Prêtre, Daniel Barenboïm, Pierre Boulez ou Christoph von Dohnanyi. Elle a interprété les suites pour violoncelle seul de Johann Sebastian Bach lors de la création française du ballet de Jerome Robbins Suites of Dances au Palais Garnier, ce qui a donné lieu à une émission d’une demi-heure sur Arte, où elle accompagnait seule le danseur étoile Nicolas Le Riche. Elle reprend ce ballet en novembre 2014 au Théâtre des Champs-Elysées, toujours avec Nicolas Le Riche. 
On l'a particulièrement remarquée lors de l'interprétation sur scène du solo du deuxième acte de La Femme sans ombre, dans la mise en scène de Robert Wilson, dans le sextuor à cordes de Capriccio (Richard Strauss), dans le Quatuor pour la fin du temps (Olivier Messiaen) à l'Opéra Bastille, et plus récemment dans l'Ode à Napoléon, quintette d'Arnold Schönberg avec récitant donné sur la scène de l'opéra Garnier. Elle a créé le Crépuscule du Kol Nidré, œuvre pour violoncelle seul de Graciane Finzi, en novembre 2009 à Paris, ainsi que les Douze chants hébraïques de Jean-François Zygel, avec l'auteur, à Paris en 2010. Elle mène une carrière de concertiste, se produisant souvent avec Jean-François Zygel. On la remarque au Festival International de Violoncelle d'Adélaïde, en Australie en avril 2011.
Au terme d'une carrière d'enseignante au Conservatoire Maurice Ravel du treizième arrondissement de Paris, elle donne également des classes de maître dans plusieurs festivals en Europe, en Israël et en Australie. Elle est professeur de violoncelle à la Schola Cantorum de Paris.